# Halichaetonotus lamellatus
Halichaetonotus lamellatus is een buikharige uit de familie Chaetonotidae. Het dier komt uit het geslacht Halichaetonotus. Halichaetonotus lamellatus werd in 1975 voor het eerst wetenschappelijk beschreven door Kisielewski. 